# 1. općinska nogometna liga Virovitica 1976./77.
1. općinska nogometna liga Virovitica za sezonu 1976./77. je bila liga šestog stupnja nogometnog prvenstva SFRJ. 
 
Sudjelovalo je 10 klubova, a prvak je bilo "Bratstvo" iz Gornjeg Bazja. 

## Ljestvica
| mj. | klub                  | ut. | pob. | ner. | por. | gol+ | gol- | bod | bod- |
| --- | --------------------- | --- | ---- | ---- | ---- | ---- | ---- | --- | ---- |
| 1.  | Bratstvo Gornje Bazje | 18  | 9    | 7    | 2    | 62   | 41   | 25  |      |
| 2.  | Slavonac Pčelić       | 18  | 9    | 6    | 3    | 53   | 32   | 24  |      |
| 3.  | Jedinstvo Gradina     | 18  | 8    | 6    | 4    | 51   | 39   | 22  |      |
| 4.  | Podravac Orešac       | 18  | 8    | 3    | 7    | 50   | 46   | 19  |      |
| 5.  | Čelik Dijelka         | 18  | 7    | 5    | 6    | 41   | 43   | 19  |      |
| 6.  | Graničar Majkovac     | 18  | 6    | 6    | 6    | 42   | 42   | 18  |      |
| 7.  | Bratstvo Borova       | 18  | 6    | 4    | 8    | 53   | 40   | 16  |      |
| 8.  | Podgorje              | 18  | 7    | 2    | 9    | 52   | 53   | 16  |      |
| 9.  | Tehničar Cabuna       | 18  | 6    | 4    | 8    | 56   | 52   | 14  | -2   |
| 10. | Sloga Dugo Selo       | 18  | 2    | 1    | 15   | 32   | 103  | 5   |      |

- Dijelka – danas dio naselja Veliko Polje
- Majkovac, odnosno Majkovac Podravski – danas dio naselja Žlebina
- Dugo Selo – skraćeni naziv za Dugo Selo Lukačko

## Rezultatska križaljka
| kratica | klub                  | BRAB | BRAGB | ČEL | GRA | JED | PODG | PODR | SLA | SLO | TEH |
| --- | --------------------- | ---- | ----- | --- | --- | --- | ---- | ---- | --- | --- | --- |
| BRAB | Bratstvo Borova       |      |       |     |     |     |      |      |     |     |     |
| BRAGB | Bratstvo Gornje Bazje |      |       |     |     |     |      |      |     |     |     |
| ČEL | Čelik Dijelka         |      |       |     |     |     |      |      |     |     |     |
| GRA | Graničar Majkovac     |      |       |     |     |     |      |      |     |     |     |
| JED | Jedinstvo Gradina     |      |       |     |     |     |      |      |     |     |     |
| PODG | Podgorje              |      |       |     |     |     |      |      |     |     |     |
| PODR | Podravac Orešac       |      |       |     |     |     |      |      |     |     |     |
| SLA | Slavonac Pčelić       |      |       |     |     |     |      |      |     |     |     |
| SLO | Sloga Dugo Selo       |      |       |     |     |     |      |      |     |     |     |
| TEH | Tehničar Cabuna       |      |       |     |     |     |      |      |     |     |     |
| |                       |      |       |     |     |     |      |      |     |     |     |
| podebljan rezultat - utakmice od 1. do 9. kola (1. utakmica između klubova) rezultat normalne debljine - utakmice od 10. do 18. kola (2. utakmica između klubova) rezultat nakošen - nije vidljiv redoslijed odigravanja međusobnih utakmica iz dostupnih izvora rezultat smanjen * - iz dostupnih izvora nije uočljiv domaćin susreta prekrižen rezultat - poništena ili brisana utakmica p - utakmica prekinuta 3:0 p.f. / 0:3 p.f. - rezultat 3:0 bez borbe n.i. - nije igrano |                       |      |       |     |     |     |      |      |     |     |     |

 Izvori: